# С-56 (підводний човен СРСР)
| С-56                                                                  | С-56                                                                                             | С-56                                                                                             |
| --------------------------------------------------------------------- | ------------------------------------------------------------------------------------------------ | ------------------------------------------------------------------------------------------------ |
|                                                                       |                                                                                                  |                                                                                                  |
|                                                                       |                                                                                                  |                                                                                                  |
| Схема підводного човна типу «Середня»                                 |                                                                                                  |                                                                                                  |
| Під прапором                                                          | Військово-морський флот СРСР                                                                     | Військово-морський флот СРСР                                                                     |
| Порт приписки                                                         | Владивосток, Полярний                                                                            | Владивосток, Полярний                                                                            |
| Закладений                                                            | 24 листопада 1936                                                                                | 24 листопада 1936                                                                                |
| Спуск на воду                                                         | 25 грудня 1939                                                                                   | 25 грудня 1939                                                                                   |
| Введений до складу флоту                                              | 31 жовтня 1941                                                                                   | 31 жовтня 1941                                                                                   |
| Сучасний статус                                                       | 15 вересня 1960 року списаний на брухт                                                           | 15 вересня 1960 року списаний на брухт                                                           |
| Бойовий досвід                                                        | Німецько-радянська війна * Кампанія в Арктиці                                                    | Німецько-радянська війна * Кампанія в Арктиці                                                    |
| Нагороди                                                              | Орден Червоного Прапора · Радянська гвардія                                                      | Орден Червоного Прапора · Радянська гвардія                                                      |
| Проєкт                                                                |                                                                                                  |                                                                                                  |
| Тип ПЧ                                                                | Середній дизель-електричний торпедний ДПЧ                                                        | Середній дизель-електричний торпедний ДПЧ                                                        |
| Розробник проєкту                                                     | завод № 194, Ленінград завод № 202, Владивосток                                                  | завод № 194, Ленінград завод № 202, Владивосток                                                  |
| Основні характеристики                                                |                                                                                                  |                                                                                                  |
| Швидкість (надводна)                                                  | 19,5 вузлів (36,1 км/год)                                                                        | 19,5 вузлів (36,1 км/год)                                                                        |
| Швидкість (підводна)                                                  | 9,6 вузли (17,77 км/год)                                                                         | 9,6 вузли (17,77 км/год)                                                                         |
| Робоча глибина занурення                                              | 80 м                                                                                             | 80 м                                                                                             |
| Гранична глибина занурення                                            | 100 м                                                                                            | 100 м                                                                                            |
| Автономність плавання                                                 | 30 діб                                                                                           | 30 діб                                                                                           |
| Екіпаж                                                                | 46 осіб                                                                                          | 46 осіб                                                                                          |
| Розміри                                                               |                                                                                                  |                                                                                                  |
| Довжина найбільша (по КВЛ)                                            | 77,7 м                                                                                           | 77,7 м                                                                                           |
| Ширина корпусу найб.                                                  | 6,4 м                                                                                            | 6,4 м                                                                                            |
| Середня осадка (по КВЛ)                                               | 4,06 м                                                                                           | 4,06 м                                                                                           |
| Водотоннажність надводна                                              | 866,1 т                                                                                          | 866,1 т                                                                                          |
| Силова установка                                                      |                                                                                                  |                                                                                                  |
| дизель-електрична; 2 × дизельні двигуни 1Д 2 × електромотори ПГ-72/35 |                                                                                                  |                                                                                                  |
| Озброєння                                                             |                                                                                                  |                                                                                                  |
| Торпедно- мінне озброєння                                             | 6 ТА калібру 533-мм (12 торпед)                                                                  | 6 ТА калібру 533-мм (12 торпед)                                                                  |
| ППО                                                                   | 1 × 100-мм/51 гармата Б-24 (200 снарядів) 1 × 45-мм напівавтоматична гармата 21-К (500 снарядів) | 1 × 100-мм/51 гармата Б-24 (200 снарядів) 1 × 45-мм напівавтоматична гармата 21-К (500 снарядів) |

С-56 — радянський дизель-електричний підводний човен типу «Середня» серії IX-біс, що входив до складу Військово-морського флоту СРСР за часів Другої світової війни. Закладений 24 листопада 1936 року на верфі завод № 194 у Ленінграді під заводським номером 405. У розібраному стані секціями доставлений залізницею на завод № 202 у Владивостокі, де човен остаточно зібрали. 25 грудня 1939 року спущений на воду. 22 грудня 1940 року включений до складу Чорноморського флоту.
Вважається одним із найрезультативніших радянських підводних човнів, за кількістю достовірно потоплених цілей під час Другої світової війни. Перший радянський підводний човен, який здійснив навколосвітнє плавання. За бойові заслуги за часи німецько-радянської війни підводний човен був нагороджений орденом Червоного Прапора та удостоєний почесного звання «Гвардійський». На даний момент встановлена як корабель-музей у Владивостоці.

## Історія
4 вересня 1942 року Державний комітет оборони ухвалив рішення про посилення Північного флоту за рахунок переведення з Тихого океану шести підводних човнів. До них увійшли два підводні човни типу «Ленінець» (Л-15 і Л-16) і чотири «Сталінці» 3-го дивізіону 1-ї бригади підводних човнів ТОФ, що нещодавно вступили в дію: С-51, С-54, С-55 та С-56. Підводні човни вирушали до арктичних вод попарно.
Загалом за час війни підводний човен С-56 здійснив сім бойових походів (125 діб), провів 12 торпедних атак у результаті яких потопив 2 судна (6174 брт) та 2 військові кораблі. Цей підводний човен вважається найефективнішим радянським підводним човном періоду німецько-радянської війни за кількістю достовірно потоплених цілей, при цьому за потопленим тоннажем він значно поступається С-13 (44,1 тис. брт) та Л-3 (не менше 22,5 тис. брт). Екіпажем командував капітан-лейтенант Григорій Іванович Щедрін (18 листопада 1912 — 7 січня 1995), згодом Герой Радянського Союзу, капітан 2 рангу.
Після закінчення війни підводний човен продовжив службу на Півночі. Влітку 1954 року під керівництвом капітана 2 рангу В. І. Харченко Севморшляхом здійснив перехід на Далекий Схід, тим самим завершивши навколосвітнє плавання, яке почалося в 1942 році. 6 листопада 1953 року С-56 знову увійшов до складу Тихоокеанського флоту.
14 березня 1955 року підводний човен вивели з бойового складу, роззброїли і переробили на плавучу зарядову станцію ПЗЗ-55 (з 12 січня 1957 року ЗАС-8). 20 квітня 1964 року перетворений на навчально-тренувальну станцію з боротьби за живучість УТС-14.
9 травня 1975 року після ремонту С-56 встановлений на Корабельній набережній Владивостока як меморіал та філія музею Тихоокеанського флоту.